# Мајкл (филм)
Мајкл (енгл. Michael) је филмска драма из 1996. режисерке Норе Ефрон. Филмска звезда Џон Траволта је послат на Земљу да уради различите задатке, као и да залечи нека сломљена срца. У глумачку екипу спадају Енди Макдауел, Вилијам Херт, Џо Лорен Адамс и Роберт Пасторели који се упознају на Мајкловом путу. 

## Радња
Радња филма се дешава пре Божића. Таблоид „Нешонал Мирор“ добија писмо из залеђа Ајове у којем се каже да прави анђео са крилима по имену Мајкл већ шест месеци живи у мотелу у власништву усамљене старије жене Панси Милбанк. Један од репортера, Френк Квинлан, који је на ивици отказа, добија задатак од главног уредника Малта да доведе овог анђела у Чикаго. Уз њега је „специјалиста за анђеле“ Дороти Винтерс (у стварном животу – дама која зарађује шетајући псе за запослене власнике) и Хју Дрискол, власник Спаркија, пса маскоте новина (главни уредник је имао исто пас као дете). Три јунака стижу у наведени мотел и тамо се, заиста, упознају са извесним Мајклом.
Изгледа као мушкарац у четрдесетим годинама: неуредан, пијан, рђав и похлепан за женама. Има крила на леђима. Становник мотела каже новинарима да је он арханђел Михаило и да је сишао са неба, слушајући Пансине молбе да је заштити од самовоље власти. На молбу да покаже чудо, Мајкл одбија, одговарајући: „Ово није мој профил“. Мајкл, међутим, има неке натприродне моћи, предвиђајући даљи развој догађаја. Панси је изненада умрла, а сам Мајкл нуди да оде у Чикаго. Четири јунака и пас иду на пут. Због Мајкла упадају у авантуре. У оближњем граду, Мајкл заводи све жене у бару својим дивним плесом и упада у велику свађу са њиховим мушкарцима. Током путовања, између Френка и Дороти развијају се осећања и присност. У близини Чикага, Спаркија удари ауто и умире. Френк присиљава анђела да коначно учини чудо. Мајкл оживљава пса, али се разболи. Дороти признаје да је ангажована да замени Хјуа, кога је главни уредник ионако намеравао да отпусти. Френк и Дороти се свађају. На самом прагу редакције у Сирс торњу анђео потпуно слаби, каже да му је време да се врати у рај, легне на земљу и смирује се. У уводнику Френк наводи да је анђео био превара и да од тога ништа није било. Малт је спреман да остави по страни претњу да ће бити отпуштен, али Френк сам одлази.
Излазећи из канцеларије, Френк изненада види фигуру на улици која личи на Мајкла. Покушава да сустигне и неочекивано налеће на Дороти. Помире се и признају љубав једно другом. У последњој сцени, Мајкл разговара са Панси, а затим плеше са њом.

## Улоге
| Глумац           | Улога               |
| ---------------- | ------------------- |
| Џон Траволта     | Мајкл               |
| Енди Макдауел    | Дороти Винтерс      |
| Вилијам Херт     | Френк Квинлан       |
| Боб Хоскинс      | Вартан Молт         |
| Роберт Пасторели | Хјуи Дрискол        |
| Џин Стејплтон    | Панси Милбанк       |
| Тери Гар         | судија Естер Њуберг |
| Волас Лангам     | Брус Крадок         |
| Џои Лорен Адамс  | Анита, конобарица   |

## Зарада
Филм је у САД зарадио 95.318.203 $.
- Зарада у иностранству - 24.400.000 $
- Зарада у свету - 119.718.203 $